# Tambora (Dżakarta Zachodnia)
Tambora – dzielnica Dżakarty Zachodniej. Jedna z dwóch dzielnic (obok dzielnicy Taman Sari), przez które rozciąga się dżakartańskie stare miasto. 

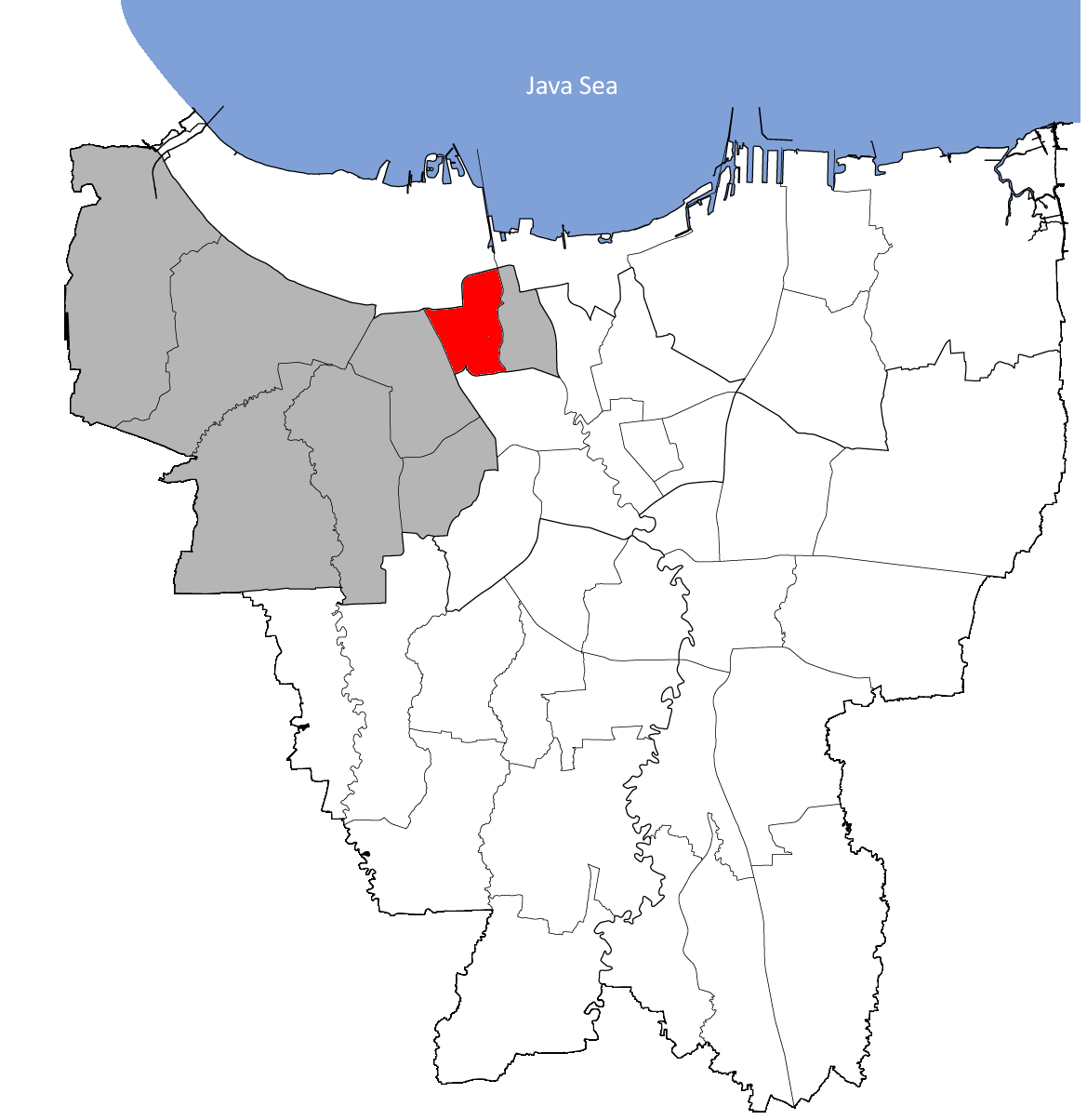
Dzielnica na mapie Dżakarty

## Podział
W skład dzielnicy wchodzi jedenaście gmin (kelurahan):
- Tanah Sareal – kod pocztowy 11210
- Tambora – kod pocztowy 11220
- Roa Malaka – kod pocztowy 11230
- Pekojan – kod pocztowy 11240
- Jembatan Limai – kod pocztowy 11250
- Krendang – kod pocztowy 11260
- Duri Utara – kod pocztowy 11270
- Duri Selatan – kod pocztowy 11270
- Kali Anyar – kod pocztowy 11310
- Jembatan Besi – kod pocztowy 11320

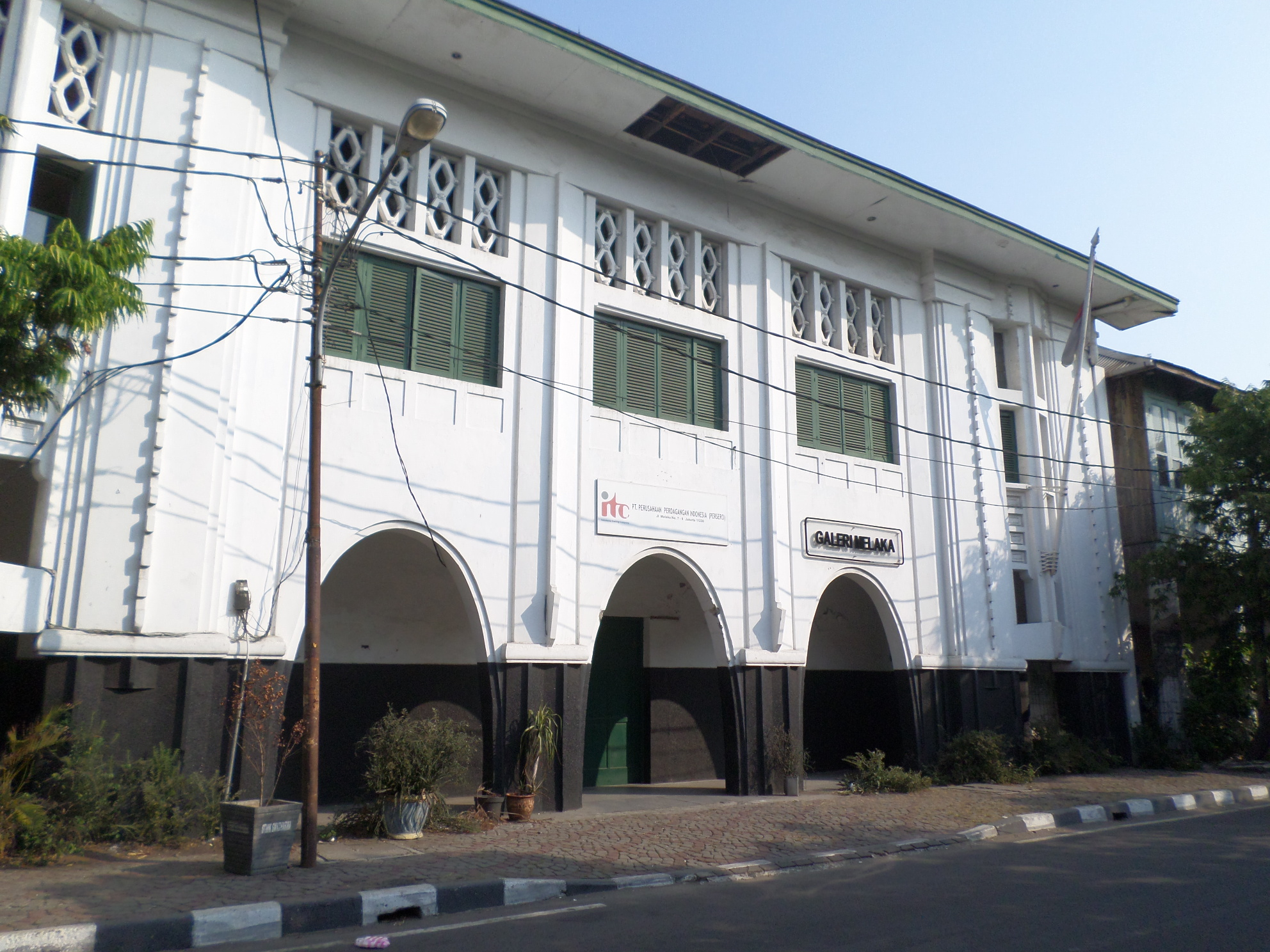
Galeria Malacca w gminie Roa Malaka

- Angke – kod pocztowy 11330